# Бенеш-Мраз Be-500 Биби
Бенеш-Мраз Be-500 Биби, Be-501 и Be-502 су били чехословачки спортски једноседи нискокрилни авиони из друге половине 1930-их, које је производила компанија Инж. П. Бенеш и инж. Ј. Мраз, Фабрика авиона Хоцења  и која их је развила успешне 1936 . Авиони су били намењени за спортско летење.

## Пројектовање и развој
То су били други модели из серије успешних предратних авиона ове компаније, који су се производили у спортске сврхе.
То су били једноседи малих димензија са малом потрошњом горива . Минимално су сењ између себе разликовали по димензијама, али је био опремљен различитим Walter-овим моторима. Прототип Be-500 је требало да буде тестиран са Walter Atom мотором (али прототип није завршен), 20 cm дужа верзија Be-501 имала је Walter Mikron II мотор (модификован да одговара запремини цилиндра од 2 l) и коначно верзија Be-502 исте дужине као и прототип Be-500, била је опремљена најјачим мотором Walter Minor 4 . Обе летелице су специјално направљене за учешће у трци "12 сати Анжеа".
Убрзо након ужурбаног завршетка, „бибини” Be-501 и Be-502 успешно су учествовали u трци"12 heures d´Angers" (12 сати Анжеа)  у Француској, када су у својим категоријама победили Јозеф Кала и Карел Мареш .

## Технички опис
Авион је пројектован као нискокрилни моноплан са покривеном кабином .  У дрвеном, фурнираном трупу, кокпит се налазио испред главног крила. Кабини се приступило отварањем великог дела горњег поклопца, а иза ње се налазио и простор за мањи пртљаг.
Различити мотори од 20–95 KS (15–70 kW) могу се уградити у носач мотора направљен од заварених челичних цеви. Сви авиони су били опремљени двокраким дрвеним вучним елисама фиксног корака
Самоносећа, дрвена крила су била у једном комаду и уметнута су у доњи део трупа .
Кормила су управљана сајлама, елерони  системом крутих шипки. Широке вертикалне репне површине биле су самоносеће, а кормило је постављено нешто изнад непрекидне елиптичне хоризонталне репне површине. Кормило правца са вертикалним стабилизатором је померено унапред да би се постигле повољне карактеристике окретања.
Стајни трап се сатојао од две предње ноге са точковима обложени аеродинамичким оплатама  „панталонама“, причвршћене за главну рамењачу крила и амортизовану гуменим ужадима. Дрљача, испод репа авиона је била од челика, амортизована помоћу лиснате опруге .

## Оперативно коришћење
Дана 1. јула 1936. године регистрациона ознака ОК-БЕИ додељена је авиону Be-501 Биби а регистарска ознака OK-BEL авиону Be-502 Биби. У оба случаја, бројеви производње су били 1. Обе машине је купио Аероклуб РЧс . успешно учествовао на „12 сати града Анжеа“ (12 хеурес д'Ангерс) у брзини и поузданости, у организацији Западног француског аеро клуба почетком јула 1936 . Машине и њихови пилоти, мајор Кала и потпуковник Мареш, дали су све од себе и победили у својим категоријама.  Мајор Јозеф Кала на Be-502 Биби победио је у категорији запремине мотора до 4 литра, када је прелетео 1229,04 km просечном брзином од 204,04 km/h, а у категорији до 2 литра специјалним Mikron II. П. пуковник Карел Мареш на Be-501 Бибију када је летео 1001.968 km просечном брзином од 166.968 km/h. У укупном пласману без разлике у запремини мотора, Ј. Кала је завршио на 2. месту и К. Мареш на 6. месту.
У мају 1937. ови авиони су обавили брзинске летове на 100 и 1000 km. Пилот Штепан је са Be-501 достигао брзину од 179,229 km/h на краћој стази и 170,809 km/h на дужој, на Be-502 је постигнута брзина од 220,94 km/h (Инж. Шимунек на 100 км) и 214.174 km/h (пилот Žáček за 1000 km). У децембру 1937.  пилот Червинка је на међународном висинском такмичењу остварио рекорд са авионом Be-501 освојивши висину од 4.658 m.
Даљи развој ових успешних авиона није настављен, јер су се програмери фокусирали на напреднији тип Бенеш-Мраз Be-550 Биби, који је завршен крајем 1936. године . Након Немачке, окупације Чехословачке ови  авиони су коришћени у школама летења Луфтвафеа .

## Корисници
- Чехословачка
- Нацистичка Немачка

## Паралелан приказ техничких података
Подаци према 
| Ознака типа             | Be-500          | Be-501           | Be-502          |
| ----------------------- | --------------- | ---------------- | --------------- |
| Посада                  | 1               | 1                | 1               |
| Размах (m)              | 8,50            | 8,50             | 8,50            |
| Дужина (m)              | 5,86            | 6,02             | 5,86            |
| Висина (m)              | 1,65            | 1,72             | 1,65            |
| Маса празног (kg)       | 170             | 245              | 340             |
| Маса пуног (kg)         | 285             | 428              | 600             |
| Мотор                   | Walter Atom     | Walter Mikron II | Walter Minor IV |
| Снага мотора            | 18 kW / 25KS    | 33 kW / 45KS     | 62 kW / 85KS    |
| Пропелер                | двокраки дрвени | двокраки дрвени  | двокраки дрвени |
| Брзина путовања (km/h)  | 135             | 165              | 200             |
| Макс. брзина тла (km/h) | 155             | 190              | 230             |
| Брзина слетања (km/h)   | 57              | 73               | 87              |
| Долет (km)              | 850             | 1700             | 1900            |
| Плафон (m)              | 4000            | 3300             | 4000            |
| Успон до 1000 m (min.)  | 9               | 9                | 7               |